# Job Durfee
Job Durfee (* 20. September 1790 in Tiverton, Rhode Island; † 26. Juli 1847 ebenda) war ein US-amerikanischer Jurist und Politiker. Zwischen 1821 und 1825 vertrat er den zweiten Wahlbezirk des Bundesstaates Rhode Island im US-Repräsentantenhaus.

## Werdegang
Job Durfee besuchte die öffentlichen Schulen seiner Heimat und studierte danach bis 1813 an der Brown University in Providence. Nach einem anschließenden Jurastudium und seiner 1817 erfolgten Zulassung als Rechtsanwalt begann er in seinem Heimatort Tiverton in diesem Beruf zu arbeiten.
Durfee war Mitglied der Demokratisch-Republikanischen Partei. Nach deren Auflösung in den 1820er Jahren schloss er sich den sogenannten Adams-Clay-Republikanern an, die in Opposition zu Andrew Jackson und dessen Demokratischer Partei standen. Zwischen 1816 und 1820 war Durfee Abgeordneter im Repräsentantenhaus von Rhode Island.
1820 wurde er für den zweiten Abgeordnetensitz des Staates Rhode Island, in das US-Repräsentantenhaus in Washington, D.C. gewählt. Dort nahm er am 4. März 1821 den Sitz ein, den zuvor der am 17. Dezember 1820 verstorbene Nathaniel Hazard innehatte. Nach einer Wiederwahl im Jahr 1822 konnte Durfee bis zum 3. März 1825 im Kongress verbleiben. Bei den Wahlen des Jahres 1824 war er gegen Dutee Jerauld Pearce unterlegen. 1828 scheiterte eine weitere Kandidatur für eine Rückkehr in den Kongress.
Zwischen 1826 und 1829 war Durfee nochmals Abgeordneter im Repräsentantenhaus von Rhode Island, wobei er seit 1827 dessen Präsident war. Danach arbeitete er als Rechtsanwalt. Im Jahr 1833 wurde er beisitzender Richter am Rhode Island Supreme Court und im Juni 1835 übernahm er als Chief Justice dessen Vorsitz von Samuel Eddy. Dieses Amt bekleidete er bis zu seinem Tod im Jahr 1847. Job Durfee war auch als Autor einiger literarischer Werke bekannt.